# 4e cérémonie des British Academy Film Awards
La 4e cérémonie des British Academy Film Awards, organisée par la British Academy of Film and Television Arts, s'est déroulée en 1951 et a récompensé les films sortis en 1950.

## Palmarès

### Meilleur film de toutes sources
- Ève (All About Eve)
  - Quand la ville dort (The Asphalt Jungle)
  - La Beauté du diable
  - L'Intrus (Intruder in the Dust)
  - C'étaient des hommes (The Men)
  - Un jour à New York (On the Town)
  - Orphée

### Meilleur film britannique
- La Lampe bleue (The Blue Lamp)
  - Chance of a Lifetime
  - La nuit commence à l'aube (Morning Departure)
  - Ultimatum (Seven Days to Noon)
  - Secret d'État (State Secret)
  - The Wooden Horse

### Meilleur film documentaire
- The Undefeated
  - Inland Waterways
  - L'Île aux phoques (Seal Island)
  - La Vie Commence Demain
  - The Vatican
  - L'Expédition du Kon-Tiki (Kon-Tiki)
  - La montagne est verte

### Special Awards
- The True Fact of Japan - This Modern Age
  - Les Charmes de l'existence – Jean Grémillon •  France
  - The Magic Canvas
  - Mediãval Castles
  - Muscle Beach – Irving Lerner et Joseph Strick •  États-Unis
  - Scrapbook for 1933
  - Sound

### UN Award
- L'Intrus (Intruder in the Dust)
  - La montagne est verte
  - Haines (The Lawless)

## Récompenses et nominations multiples

### Nominations multiples
2 : L'Intrus, La montagne est verte

### Récompenses multiples
Légende : Nombre de récompenses/Nombre de nominations
Aucune